# Grass Lake (Michigan)
Grass Lake ist ein Dorf mit etwa 1150 Einwohnern im Jackson County in Michigan, Vereinigte Staaten. Das U.S. Census Bureau hat bei der Volkszählung 2020 eine Einwohnerzahl von 1105 ermittelt.
Es entstand, nachdem die Michigan Central Railroad 1842 etwa 2,4 km westlich des heutigen Dorfkerns ein Eisenbahndepot errichtet hatte.

## Persönlichkeiten
Der Methodologe Donald T. Campbell (1916–1996), der vor allem auf den Gebieten der Soziologie und Psychologie arbeitete, wurde in Grass Lake geboren.
Der faschistische Politiker und Geistliche der rumänisch-orthodoxen Kirche Valerian Trifa (1914–1987) wirkte in Grass Lake, wo sein Leichnam beigesetzt worden ist.